# Walter, retour en résistance
Pour les articles homonymes, voir Walter.
Pour plus de détails, voir Fiche technique et Distribution.
Walter, retour en résistance est un documentaire français de Gilles Perret, sorti en 2009.

## Histoire et contexte
Ce documentaire relate l'histoire de Walter Bassan, ancien résistant, engagé encore aujourd'hui, à plus de 80 ans, dans le devoir de mémoire auprès des scolaires. Les scènes sont tournées dans des écoles et lycées de Haute-Savoie, à son domicile, sur le plateau des Glières, ainsi que pendant un voyage scolaire à Dachau. Le reportage qui devait au départ être basé sur la personnalité de Walter Bassan, s'est élargi en fonction de l'actualité.
Il a été tourné dans le contexte de l'élection de Nicolas Sarkozy. Des adolescents dans le voyage du retour de Dachau commentent d'ailleurs ces élections.
Un rapprochement est fait entre le programme politique du Conseil national de la Résistance (CNR) signé en mars 1944 par l'ensemble des forces résistantes allant des gaullistes aux communistes et mis en place dès 1945 et la politique menée pendant la période entourant le montage et la sortie du film (2008). Il est rappelé que le CNR pronait les valeurs républicaines de solidarité, de fraternité, de vivre ensemble et de justice, que ce programme a permis de jeter les bases de la sécurité sociale ou des retraites à répartition. Plusieurs résistants, comme l'ancien ambassadeur Stéphane Hessel ou l'écrivain John Berger, insistent sur la nécessité d'indignation et de résistance contre les attaques faites aux droits de l'homme. De nombreux aspects sont évoqués dans ce film : l'espérance en l'efficacité d'une minorité active, les combats de la Résistance, la dénonciation, la torture, la vie quotidienne dans un camp de concentration, le combat politique et syndical, la manipulation de la presse, la récupération ou le devoir de mémoire.

## Polémique
Une polémique, surtout en Haute-Savoie, à la suite de la sortie du film porte sur deux scènes :
- celle de la 2e visite aux Glières de Nicolas Sarkozy, montrant une très grande légèreté de ton, et une désinvolture déroutante sur un lieu chargé de mémoire qu'il était venu « honorer »,
- celle montrant Bernard Accoyer (député de la première circonscription de Haute-Savoie), menaçant Gilles Perret venu lui poser des questions.

En 2010, dans le village de Saverdun, ce film a été censuré par le maire (UMP)[source insuffisante].

## Diffusion
Walter, retour en résistance sort le 4 novembre 2009 en France. Il est distribué dans un petit nombre de salles hors grands réseaux, mais des salles « motivées » (comme Utopia[source insuffisante]) : le choix est de garder le film visible en salles sur de nombreuses semaines, avec régulièrement des débats après la projection, parfois avec Walter Bassan et des membres de l'équipe de tournage, ou avec d'autres anciens résistants. Le film est également projeté devant des publics scolaires.
Il est sort en DVD en 2010.

## Réception critique
Pour Le Monde, Gilles Peret signe « un témoignage à charge » contre la politique de Nicolas Sarkozy. Malgré des questionnements justifiés, le rapprochement effectué comme la méthode employée pour l'argumenter « sont sujets à caution ».